# Pseudacraea eurytus
Pseudacraea eurytus, known as the False Wanderer, là một loài bướm ngày thuộc họ Nymphalidae. Nó được tìm thấy ở Africa.
Sải cánh dài 60–68 mm đối với con đực và 65–75 mm đối với con cái.
Ấu trùng ăn Mimusops obovata, Englerophytum magalismontanum và Chrysophyllum viridifolium.

## Phụ loài
- Pseudacraea eurytus eurytus (phía Nam Senegal (Casamance) tới Cameroon, Angola, Zaire, miền nam Sudan, Uganda, phía tây của Rift Valley năm miền tây Kenya và miền tây Tanzania)
- Pseudacraea eurytus imitator Trimen, 1873 (Nam Phi, miền nam Mozambique)
- Pseudacraea eurytus conradti Oberthür, 1893
- Pseudacraea eurytus obscura Neave, 1904 (Uganda)
- Pseudacraea eurytus mimoras Ungemach, 1932 (tây nam Ethiopia)

## Hình ảnh

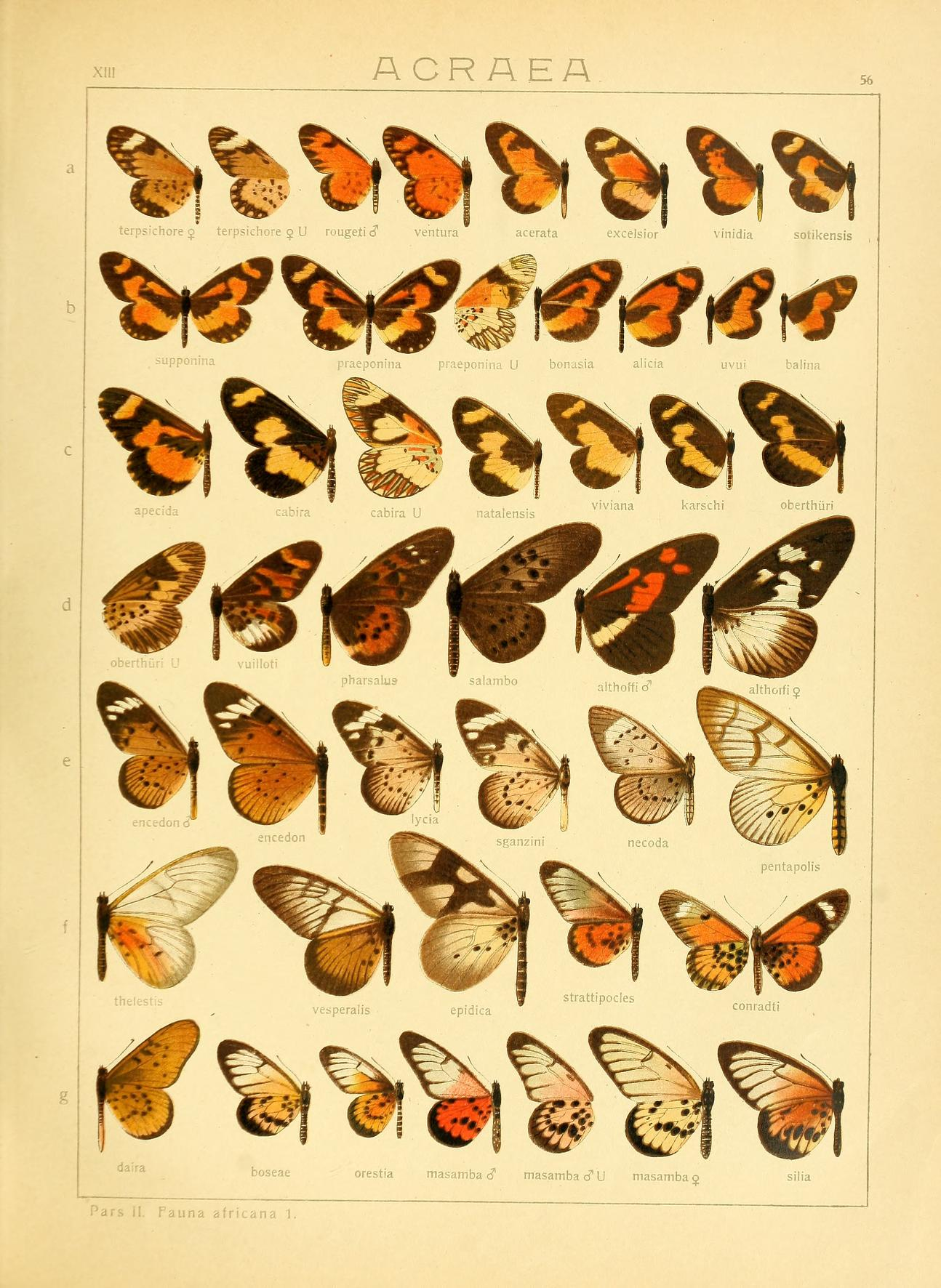
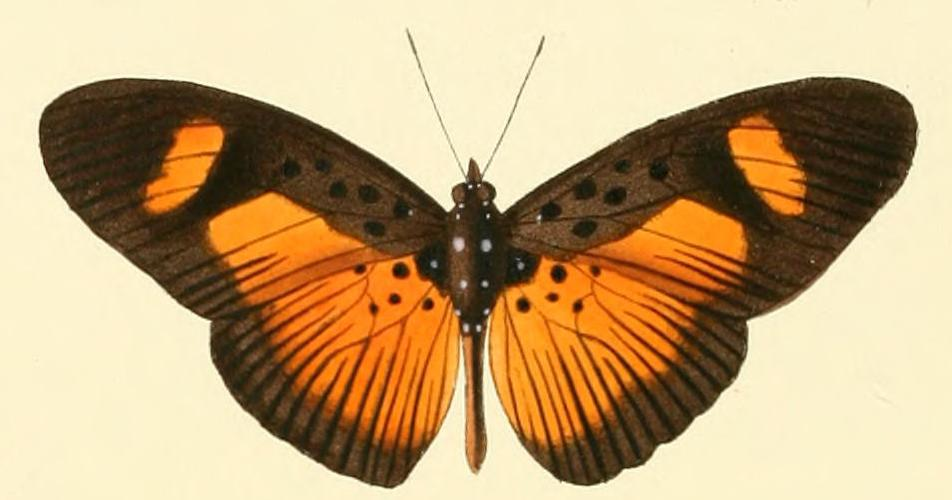
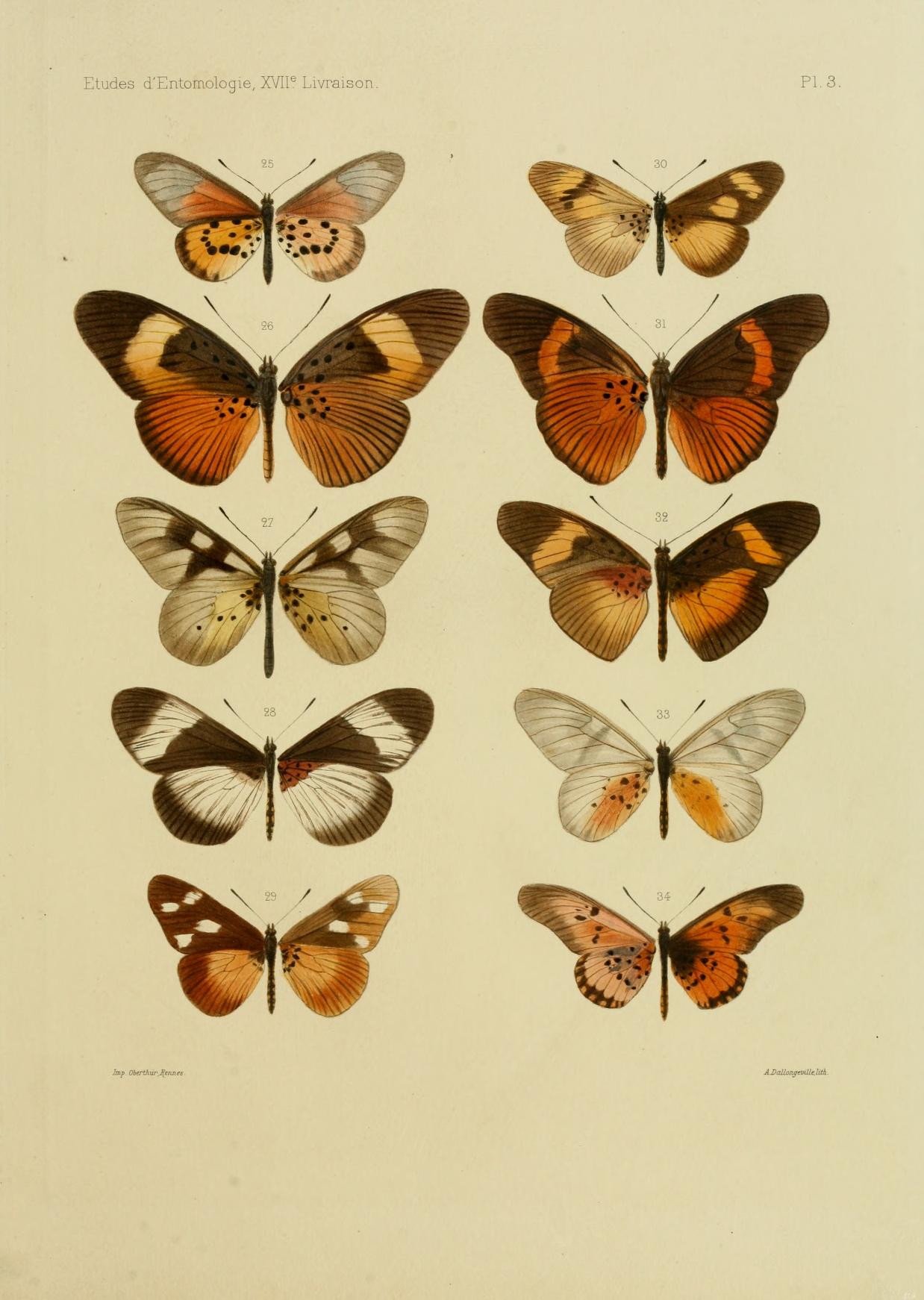